# Manex Ariceta
Manex Ariceta Maestro (Hernani, 20 de marzo de 2004), es un jugador español de rugby que se desempeña como segunda línea en el Aviron Bayonnais del Top 14 de Francia y es internacional absoluto con la selección de rugby de España.

## Carrera
Influenciado por su hermano mayor Beñat, comenzó a jugar al rugby a los cuatro años en el Hernani Club de Rugby Elkartea, equipo de su localidad natal. Continuó su formación en 2016 con el club francés Stade Hendayais, antes de regresar al año siguiente a su club de origen, el Hernani CRE, donde jugó hasta 2020, cuando regresó de nuevo brevemente a Hendaya.
En 2021, se incorporó al centro de formación del Aviron Bayonnais. Progresó rápidamente dentro del equipo Espoir, participando regularmente en los entrenamientos con el equipo profesional. Ese año, compitió en el Campeonato Europeo Sub-18, donde ganó la medalla de bronce con España en Kaliningrado.
Al año siguiente, fue seleccionado por la selección española sub-18 para competir en el Campeonato Europeo Sub-18 de 2022 en Georgia. Capitán de la selección, Manex fue uno de los cuatro jugadores que ya habían participado en la edición anterior de 2021, volviendo a ganar la medalla de bronce.
En 2023, participó en el Trofeo Mundial de Rugby Juvenil con la selección española. España ganó la competición al vencer a Uruguay en la final de Nairobi, un éxito histórico que le permitió ascender al Mundial Sub-20.
El 21 de enero de 2024, debutó oficialmente con el equipo profesional del Aviron Bayonnais en la Champions Cup, contra los Exeter Chiefs, en el Estadio Jean-Dauger. En marzo del mismo año, extendió su contrato con su club por dos años más. El 5 de abril, Manex jugó su primer partido como titular con el Aviron Bayonnais en los octavos de final de la European Rugby Challenge Cup contra el Edinburgh Rugby.
En junio de 2024, disputó el Campeonato Mundial de Rugby Juvenil con la selección española sub-20. Durante el torneo, disputado en Sudáfrica, fue el capitán del equipo y contribuyó activamente a mantener a Los Leoncitos en la élite mundial durante su primera participación.
En febrero de 2025, debutó como titular con la selección absoluta en un decisivo partido de clasificación para la Copa Mundial de Rugby de 2027, contra Suiza, en el marco del Rugby Europe Championship. Anotó un ensayo en el Stade Municipal de Yverdon, contribuyendo así a la victoria española (13-43), sinónimo de la clasificación para el segundo Mundial de su historia, tras el de 1999. Este éxito culminó una fase de clasificación iniciada con una victoria contra Países Bajos (53-24) y puso fin a una larga ausencia de España en la escena mundial.

## Vida personal
Proviene de una familia deportista, su madre Maite Maestro es una ex jugadora de baloncesto. Manex Ariceta es un gran aficionado del club de fútbol Real Sociedad, del que es socio desde niño.